# Bruno Newman
Bruno Newman es empresario de la Ciudad de México. Es fundador y director de Zimat Consultores, editor, fotógrafo y fundador del Museo Objeto del Objeto (MODO).

## Carrera
Newman recibió su licenciatura en Comunicación, de la Universidad Iberoamericana. Trabajó en Comunicación y Recursos Humanos de empresas púbicas y privadas. También es consejero de varios negocios, instituciones culturales, organizaciones filantrópicas y asociaciones profesionales.
En 1984, Newman fundó Zimat Consultores, una empresa grande de Comunicación en la Ciudad de México, que todavía maneja en sociedad con Marta Mejía. Zimat se benefició del auge en el campo de relaciones públicas en México en los 80s y 90s, la empresa rápidamente creció de solo cinco empleados a más de sesenta, a fines de los 90s, llegando a ser el número uno en ventas en México. La empresa se unió con Golin/Harris de los Estados Unidos, para abrir mercados en México a ambas empresas, a otras partes de Latinoamérica y al mercado latino en los Estados Unidos. En la década del 2000, Interpublic Group of Companies compró la empresa, pero hoy es independiente de nuevo. Es socio exclusivo en México de Interpublic Group. Newman continua como director de Zimat. Actualmente, sus clientes se incluyen a Avon, Body Shop, BBVA Bancomer, Cemex, Cervecería Cuauhtémoc Moctezuma, Cinépolis, Colgate, Fondo Mexicano para la Conservación de la Naturaleza, Grupo Bimbo, Hewlett Packard and HSBC.
Además su trabajo con Zimat, Newman es autor y fotógrafo, publicó obras relacionadas con su carrera y a sus interés en lo ordinario Publicó Organizaciones en la mira. Comunicación estratégica para prevenir y manejar las crisis con Marta Mejía en 2009. Mientras en Paris, sacó 450 fotografías, ochenta de ellos se publicaron en un libro que se llama “El banquete de las banquetas.” La idea de sacar fotografías de París, enfocando en sus banquetas, se le ocurrió mientras Newman estaba allá con su mujer y ellos se dieron cuenta de que una coladera metálica, tenía una textura interesante porque estaba parcialmente despintada.
Newman recibió varios reconocimientos por su labor profesional y filantrópica. Es la primera persona de Latinoamérica de recibir reconocimiento de la International Association of Business Communicators (IABC). Fue el fundador y primer presidente de la Asociación Mexicana de Comunicación Organizacional (AMCO) en 1973, presidente de SIGNUM en 1992, presidente de PRO RP y la Asociación Mexicana de Agencias Profesionales de Relaciones Públicas, AC en 1997. Newman es miembro del consejo de administración en el Consejo Mexicano para la Filantropía (Cemefi), y presidente de A Leer/IBBY México, que promueve la alfabetización en México.

## Coleccionista y fundador del MODO
Bruno Newman es coleccionista por muchos años, principalmente de envasados y objetos de la vida cotidiana. Tiene una colección de más de 30,000 piezas en treinta categorías como productos domésticas, envases para medicinas, cosméticos y juguetes.  Inició como coleccionador cuando tenía trece años, inspirado por la colección de estampillas de su tío. Se inició coleccionando estampillas de España, Inglaterra y México pero prefería las de México, sobre todo las antiguas, por sus diseños.
Coleccionó envases y otras piezas por sus diseños, comenzando con un conjunto de envases de maquillaje de una marca que se llamaba Pompeii (todavía sigue coleccionando envases). Newman descubrió que los productos eran importados de Francia en 1910 y cuando tenía visitas en casa, recibió comentarios positivos. Continuó este tipo de colecciones con equipo para afeitar, juguetes, anuncios comerciales y más, comprándolos en mercados de cosas usadas. Se enfocó en cosas que en aquel tiempo no se consideraba cosas para coleccionar. Pero las compró a causa de su antigüedad, color, eslóganes y/o sus diseños. Durante su vida, creció su colección hasta llegar a ocupar su recámara, su casa y últimamente, tres almacenes. Todavía continúa coleccionando y pasa sus sábados en varios mercados.
En 2010, Newman fundó el museo usando su colección, dedicado al Diseño y la Comunicación que se llama  Museo Objeto del Objeto. Abrió el museo en la Colonia Roma de la Ciudad de México, en un edificio de Art Nouveau de 1906 que era su hogar. La colección del museo contiene treinta mil piezas que datan desde 1810 hasta el presente. Generalmente, son objetos de la vida cotidiana como envases, utensilios, cosméticos, ropa y mucho más. Solo una fracción de la colección se pueden ver en cualquier momento.
“La Gunilla” es la rama editorial del Museo Objeto del Objeto. Newman fundó esta empresa, como socio Gonzalo Tassier, para publicar obras relacionadas al Diseño y Coleccionismo. El nombre del editorial se derive de la comunidad que se llama la Lagunilla, que tiene un mercado famoso para coleccionistas. Libros publicados por esta organización incluyen “Mextencil”por Edgar Vargas y “Arte Urbe” por Flavio Montessoro, ambos se enfocan en arte “urbano” o de la calle, generalmente grafitis y estarcidos.  La Gunilla también publicó obras de Newman y Tassier, como parte de una serie de libros que se llama “Con-juntos.”  Dos de estos libros,  “Una gruesa de colecciones” y “Encuentros con conocidos” enfocan en la experiencia personal de Newman como coleccionista.